# Manuel Hidalgo
Œuvres principales
- Dali, der große masturbator (1998)
- Bacon (2001)

Manuel Hidalgo né le 4 février 1956 à Antequera (Andalousie) est un compositeur espagnol de musique classique.

## Biographie
Il étudie la composition musicale à l'Académie royale des Beaux-arts de Notre-dame des angoisses à Grenade avec Juan-Alfonso Garcia, organiste à la Cathédrale de Grenade. Il perfectionne ses études musicales avec Hans Ulrich Lehmann à Zurich, puis avec Helmut Lachenmann à Hanovre et Stuttgart. Sa carrière de compositeur débute en 1981 puis il enseigne la composition dans les années 2000 à Barcelone et à Stuttgart.

## Œuvres principales
- 1982 : Harto, pour orchestre
- 1990 : Einfache musik, pour orchestre à cordes
- 1990 : Vomitorio, musique de scène pour chœur, vents et orchestre
- 1991 : Fisca, pour orchestre
- 1993 : Eine Lesung, pour ensemble de chambre (soprano, hautbois, basson, violons, alto et violoncelle)
- 1998 : Dali, der große masturbator, musique de scène sur un texte de M. Hidalgo et M. Kaiser
- 2001 : Bacon, tragi-comédie en sept actes sur un texte de G. Adams
- 2001 : Des kaisers neues kleid : musique de scène pour enfants et adultes d'après le conte d'Hans Christian Andersen